# Pericallia flaveola
Pericallia flaveola är en fjärilsart som beskrevs av Rothschild 1914. Pericallia flaveola ingår i släktet Pericallia och familjen björnspinnare. Inga underarter finns listade i Catalogue of Life.